# Gypsophila damascena
Gypsophila damascena är en nejlikväxtart som beskrevs av Pierre Edmond Boissier. Gypsophila damascena ingår i släktet slöjor, och familjen nejlikväxter. Inga underarter finns listade i Catalogue of Life.